# Un homme se penche sur son passé (film, 1958)
Pour plus de détails, voir Fiche technique et Distribution.
Un homme se penche sur son passé est un film français réalisé par Willy Rozier, sorti en 1958.

## Synopsis
Jacques Bergerac est un trappeur français qui durant la période estivale fait passer des chevaux en contrebande depuis les États-Unis et durant la saison morte va se cacher dans le grand nord en amenant des fourrures. Un jour, sa compagne se blesse, ce qui les oblige à vivre au sein d'une ferme, où Bergerac tombe amoureux de Barbara Rütting. Apres s'être mariés, ils donnent naissance à une fille. Bergerac reprend ses activités de trappeur et un vieux prétendant de Mademoiselle Rütting emménage dans la ferme voisine. Il rendra visite à cette dernière pendant que son mari est loin.

## Fiche technique
- Titre : Un homme se penche sur son passé
- Réalisation : Willy Rozier
- Scénario et dialogues : Xavier Vallier (pseudonyme de Willy Rozier), d'après le roman de Maurice Constantin-Weyer
- Photographie : Michel Rocca
- Musique : Jean Yatove
- Montage : Madeleine Crétolle
- Production : Pallas Films - Sport Films
- Pays :  France
- Format : Couleur - 1,37:1 - 35 mm - Son mono
- Genre : Film dramatique
- Durée : 96 min
- Date de sortie : 
  - France : 30 avril 1958

## Distribution
- Jacques Bergerac
- Barbara Rütting
- Pierre Dudan
- Héléna Manson
- Hans Christian Blech
- Jean-Roger Caussimon